# Pheniramin
Pheniramin ist ein antiallergisch wirksamer Arzneistoff aus der Klasse der H1-Antihistaminika der 1. Generation mit anticholinergen Eigenschaften. Es wird zur Behandlung von Heuschnupfen, Nesselsucht, allergischer Rhinitis oder Reisekrankheit eingesetzt, in der Schweiz und in Österreich nur in Kombination mit anderen Wirkstoffen zur Behandlung der Symptome einer Grippe und Erkältung.
Durch seine stark sedierende Wirkung wird es manchmal off-label als Schlafmittel verwendet. Pheniramin ist ein Alkylamin- und Pyridin-Derivat.

## Gewinnung
1951 wurde ein Prozess ausgehend von 4-Chlorobenzylcyanid und 2-Chloropyridin in Gegenwart von Natriumamid beschrieben. Beim 1954 patentierten Verfahren reagiert Pyridin-2-aldehyd mit Phenylmagnesiumbromid, durch reduktive Entfernung der Hydroxygruppe und folgende Alkylierung mit Dimethylaminoethyl-Chlorid in Gegenwart von Natriumamid entsteht Pheniramin:
Chlorphenamin ist ein Derivat von Pheniramin; durch das Halogen wird dessen Wirkung um das 10–20-fache verstärkt.

## Stereoisomerie
Pheniramin enthält ein Stereozentrum und besteht aus zwei Enantiomeren. Hierbei handelt es sich um ein Racemat, also ein 1:1-Gemisch von (R)- und der (S)-Form:
| Enantiomere von Pheniramin | Enantiomere von Pheniramin |
| -------------------------- | -------------------------- |
| CAS-Nummer: 56141-72-1     | CAS-Nummer: 23201-92-5     |

## Pharmakologie
Es wird das Hydrochlorid, das Maleatsalz und das 4-Aminosalicylat (C16H20N2 C7H7NO3) medizinische verwendet.

### Pharmakokinetik
Der Abbau erfolgt hauptsächlich in der Leber durch Hydroxylierung, Demethylierung und Glucuronidierung, die beiden Metaboliten sind N-Desmethylpheniramin und N-Didesmethylpheniramin. Die Plasmahalbwertszeit liegt bei bis zu 19 Stunden.

### Indikationen
In der Schweiz und in Österreich ist Pheniramin nur in Kombination mit anderen Wirkstoffen zur kurzfristigen und symptomatischen Behandlung von Grippe- und Erkältungssymptomen bei Erwachsenen zugelassen.
Als weitere Indikationen für Pheniramin (Maleat) gelten allergische Symptome, Quincke-Ödem, Asthma, Konjunktivitis, Dermatitis, Ekzeme, Heuschnupfen, Rhinitis, Nesselsucht, Vertigo, Morbus Menière und Reisekrankheit.

### Nebenwirkungen
Pheniramin kann Somnolenz, Bradykardie oder Magen-Darm-Beschwerden verursachen. Überdosierung kann zu Schlafstörungen und Krämpfen führen, besonders in Kombination mit Alkohol. Nach der Einnahme soll nicht mit dem Auto gefahren werden.

### Gegenanzeigen
Zusammen mit Cortisol kann der Adrenalinspiegel bis zum Verlust des Bewusstseins absinken. Bei Prostata-Beschwerden sollte Pheniramin nicht eingenommen werden.

### Wechselwirkungen
MAO-Hemmer führen zu einem verlangsamten Abbau und zur Überdosierung bei wiederholter Einnahme. Zentral dämpfende Arzneimittel, Alkohol und Parasympatholytika können unerwünschte Wirkungen verstärken.

## Handelsnamen
Pheniramin wird häufig mit Acetylsalicylsäure, Acetaminophen und/oder Naphazolin kombiniert.
Monopräparate
Avil (SRB, TR, AU), Fenamed (TR), Aviject (TR)
Kombinationspräparate
NeoCitran (A, CH), Fervex (F), Stillergy (I), Tetramil (I). In der Schweiz ist Pheniramin Maleat mit Paracetamol und Phenylephrin als „NeoCitran Pulver für Erwachsene“ rezeptfrei.